# Hammarhaj
Hammarhaj eller slät hammarhaj (Sphyrna zygaena) är en art inom familjen hammarhajar.

## Utseende
Hammarhajen är känd för, och uppkallad efter, sin avvikande huvudform som liknar en hammare med ögonen längst ut på slagytorna. Man tror att det kan bero på att djuret får en bättre stereoeffekt av sina elektromagnetiska sensorer samt bättre luktsinne. Man vet att hammarhajen är mycket bra på att leta upp djur som döljer sig i bottenslammet. Eventuellt kan huvudformen även ha hydrodynamiska fördelar. 
Hammarhajen kan bli uppemot 4 meter lång och väga över 400 kilogram. Den är olivgrå till mörkgrå på ovansidan, vit på undersidan.

## Utbredning
Den påträffas i tempererade och subtropiska hav. I Europa går den in i Medelhavet. Den kan sällsynt visa sig i nordöstra Atlanten.

## Vanor
Hammarhajen livnär sig på andra, mindre hajar (även av den egna arten), rockor, benfiskar och kräftdjur. Angrepp på människor har rapporterats.

## Fortplantning
En hajhona kan föda mellan 30 och 40 levande ungar av 50 centimeters längd. Dessa föds med huvudet först och sidoutväxterna fjädrande bakåt under födelseförloppet. Hajen blir könsmogen vid en längd mellan 2,5 och 3 meter.